# Josefa Sacko
Josefa Sacko, también conocida como Josefa Leonel Correia Sacko, es una agrónoma, economista y embajadora angoleña. 

## Trayectoria profesional
Fue asesora del Ministerio del Medio Ambiente, donde desempeñó el papel de Embajadora de Buena Voluntad para el Cambio Climático . También fue asesora del Ministerio de Agricultura, en el área de Agricultura y Desarrollo Rural, con el rol de fiscalizadora de Seguridad Alimentaria, Erradicación del Hambre y Reducción de la Pobreza.
Fue trasladada del Ministerio de Agricultura y nombrada directora de la Oficina de Intercambio Internacional de la ex Secretaria de Estado del Café, donde comenzó a participar en las negociaciones de acuerdos comerciales de la Organización Mundial del Comercio (OMC) y la Organización Internacional del Café, y donde trabajó, en materia de cooperación multilateral, con la Unión Europea, con la Organización de las Naciones Unidas para la Agricultura y la Alimentación (FAO), con la Conferencia de las Naciones Unidas sobre Comercio y Desarrollo (UNCTAD), con el Sur Comunidad Africana de Desarrollo (SADC), con el Banco Africano de Desarrollo, entre otros.
Posteriormente, fue elegida secretaria general de la Organización Interafricana del Café, organismo intergubernamental integrado por 25 países africanos productores de café, designados por el Gobierno angoleño, en su calidad de país miembro fundador. Durante su mandato de 13 años, abogó por el empoderamiento de los pequeños agricultores, estableció Centros Regionales de Excelencia para el Desarrollo de Capacidades de los Estados miembros, sobre Conservación de Material Genético, Mejora de la Calidad del Café, en Côte d'Ivoire, Uganda, Camerún y Zambia .
En enero de 2017, durante la 28.ª Cumbre de la Unión Africana, fue elegida Comisionada de Economía Rural y Agricultura, con el mandato de implementar las políticas continentales definidas y adoptadas por los jefes de Estado y de Gobierno africanos, de acuerdo con la Agenda 2063 de la Unión Africana, y con la misión de alinear las políticas y estrategias continentales a nivel regional y nacional.
También ha trabajado y ha sido consultora en otras instituciones regionales y globales, incluida la Organización Mundial del Comercio (OMC), el Banco Africano de Desarrollo (AfDB), el Banco Africano de Exportación y Exportación (AFREXIMBANK), las Naciones Unidas para la Alimentación y la Agricultura (FAO), la Comisión Económica de las Naciones Unidas para África (UNECA) y el programa Nueva Alianza para el Desarrollo de África (NEPAD) de la Unión Africana.
Como parte de su misión de defensa del empoderamiento de género y el fortalecimiento del papel de los pequeños agricultores en África, ha trabajado con comunidades económicas regionales como la Comunidad de Desarrollo de África Austral Meridional (SADC), el Mercado Común de África Oriental y Meridional (COMESA), la Comunidad Económica de los Estados de África Occidental (ECOWAS) y la Comunidad de África Oriental (EAC).

## Premios y reconocimientos
- 2019 Nombrada una de las 100 personas más influyentes en la política climática 2019 por Apolítico, una plataforma internacional de pares que apoya los esfuerzos para influir en la política climática en todo el mundo, con sede en Londres.[1][2][4]

- 2019 Apareció en la lista inaugural de las 100 mujeres africanas más influyentes en 2019, anunciada por Avance Media, una firma líder en relaciones públicas.[1]

- 2019 Premio de Reconocimiento del Foro Crans Montana, por su papel y dedicación en la promoción de la agricultura familiar, defendiendo la causa de las mujeres rurales.[7]
- 2020 nombrada miembro del Comité de Honor del Foro Crans Montana.[8]